# Solrød (gemeente)
Solrød is een gemeente in de Deense regio Seeland (Sjælland). De gemeente telt 22.147 inwoners (2017).
Solrød wordt bij de herindeling van 2007 niet samengevoegd maar blijft een zelfstandige gemeente.
De zetel van de gemeente is gevestigd in Solrød Strand met circa 15.000 inwoners (2011).

## Plaatsen in de gemeente
- Solrød Landsby (471 inw)
- Solrød Strand (14.845 inw)
- Havdrup
- Jersie

Faxe · Greve · Guldborgsund · Holbæk · Kalundborg · Køge · Lejre · Lolland · Næstved · Odsherred · Ringsted · Roskilde · Slagelse · Solrød · Sorø · Stevns · Vordingborg
- International Standard Name Identifier: 0000 0004 0627 0765
- MusicBrainz: 2bce8928-1239-4754-970e-f671f11b2233